# Omar Nejjary
Ne doit pas être confondu avec Omar Nejjari.
 (janvier 2010).
Si vous disposez d'ouvrages ou d'articles de référence ou si vous connaissez des sites web de qualité traitant du thème abordé ici, merci de compléter l'article en donnant les références utiles à sa vérifiabilité et en les liant à la section « Notes et références ».
Omar Nejjary est un footballeur marocain né le 27 juin 1972 à Casablanca. Il jouait au Raja Club Athletic au poste de milieu de terrain offensif.
Considéré comme l'un des meilleurs joueurs de l'histoire des verts, il est auteur d'une carrière très prolifique avec le Raja, puisqu'il a remporté avec le club 6 Championnats du Maroc, 1 Coupe du trône en 1996, 2 Ligues des champions de la CAF en 1997 et 1999, 1 Supercoupe d'Afrique en 2000 et 1 Coupe Afro-asiatique en 1998.

## Sélection en équipe nationale
| Caps | Date       | Match              | Lieu  | Score | Compétition |
| 1    | 07/02/1996 | Maroc - Luxembourg | Rabat | 2 - 0 | Amical      |
| ---- | ---------- | ------------------ | ----- | ----- | ----------- |

## Carrière
- 1990-2000 :  Raja CA[2]
- Ettifaq FC
- Al Shamal SC
- 2007-2010 :  Raja CA
- Kawkab de Marrakech

## Palmarès
- Vainqueur de la Ligue des champions de la CAF en 1997 et 1999
- Vainqueur de la Supercoupe de la CAF en 1999
- Vainqueur de la Coupe afro-Asiatique en 1998
- Champion du Maroc en 1996, 1997, 1998, 1999, 2000, 2001, et 2009
- Vainqueur de la Coupe du Trône en 1996 et 2002

Divers :
- Vainqueur de l'Arab Summer Cup en 2007
- Vainqueur du Tournoi Antifi en 2009